# Jackson Rathbone
Jackson Rathbone, all'anagrafe Monroe Jackson Rathbone V (Singapore, 14 dicembre 1984), è un attore statunitense.

## Biografia
Rathbone nasce a Singapore da genitori americani, Randee Lynn e Monroe Jackson Rathbone IV, ha tre sorelle: Ryann, Kelly e Brittney. Sua sorella Kelly è una ceramista e scultrice di fama internazionale; Ryann è una pittrice e Brittney è un'infermiera.
Per via del lavoro del padre si trasferisce di continuo, cresce in vari paesi tra cui Indonesia, Inghilterra, Norvegia e in diversi stati americani, stabilendosi infine a Midland, Texas. Entra a far parte del programma The Pickwick Players del teatro locale, grazie al quale inizia la sua gavetta da attore cimentandosi in diversi musical. 
Successivamente si diploma privatamente in recitazione, presso la Interlochen Arts Academy nel Michigan, dove con alcuni compagni fonda la band musicale 100 Monkeys ancora in attività.
Terminati gli studi all'accademia decide di frequentare la Royal Scottish Academy, prima però si reca a Los Angeles per provare ad entrare nell'industria cinematografica. Qui incontra il manager della Cutler Management, Patch Mackenzie, che lo raccomanda a Jeremiah Comey a studiare recitazione. Si fa notare e in poco tempo gli viene assegnato il ruolo di intervistatore nel programma Diney 411 su Disney Channel e firma un contratto con la Paradigm Talent Agency.
Rathbone è anche fotografo. Una sua foto è stata utilizzata come copertina del singolo Smoke della sua band 100 Monkeys.

### Gli esordi e il successo
Rathbone decide di rimanere a Los Angeles per tentare la carriera di attore, abbandonando il progetto di entrare alla Royal Scottish Academy. 
Tra il 2005 e il 2006, dopo varie apparizioni in alcune pubblicità, riesce ad ottenere un ruolo importante nella serie televisiva della ABC Beautiful People e ruoli minori nelle serie Close to Home e The O.C..
Nel 2006 interpreta Connor nell'horror indipendente Pray for Morning e viene trasmessa la seconda parte della prima stagione di Beautiful People.
Nel 2007, dopo essere apparso nel film per la televisione The Valley of Light, interpreta l'omosessuale Dylan nella serie The War at Home e il carcerato Robbie the Hippie nel film Big Stan. 
Il successo arriva nel 2008 quando, dopo aver interpretato un aspirante pittore alle prese con una sorella cocainomane in The Cleaner, recita nell'horror Hurt e riesce ad ottenere il ruolo del vampiro Jasper Hale in Twilight, che lo fa conoscere al grande pubblico..

### Dal 2009 ad oggi

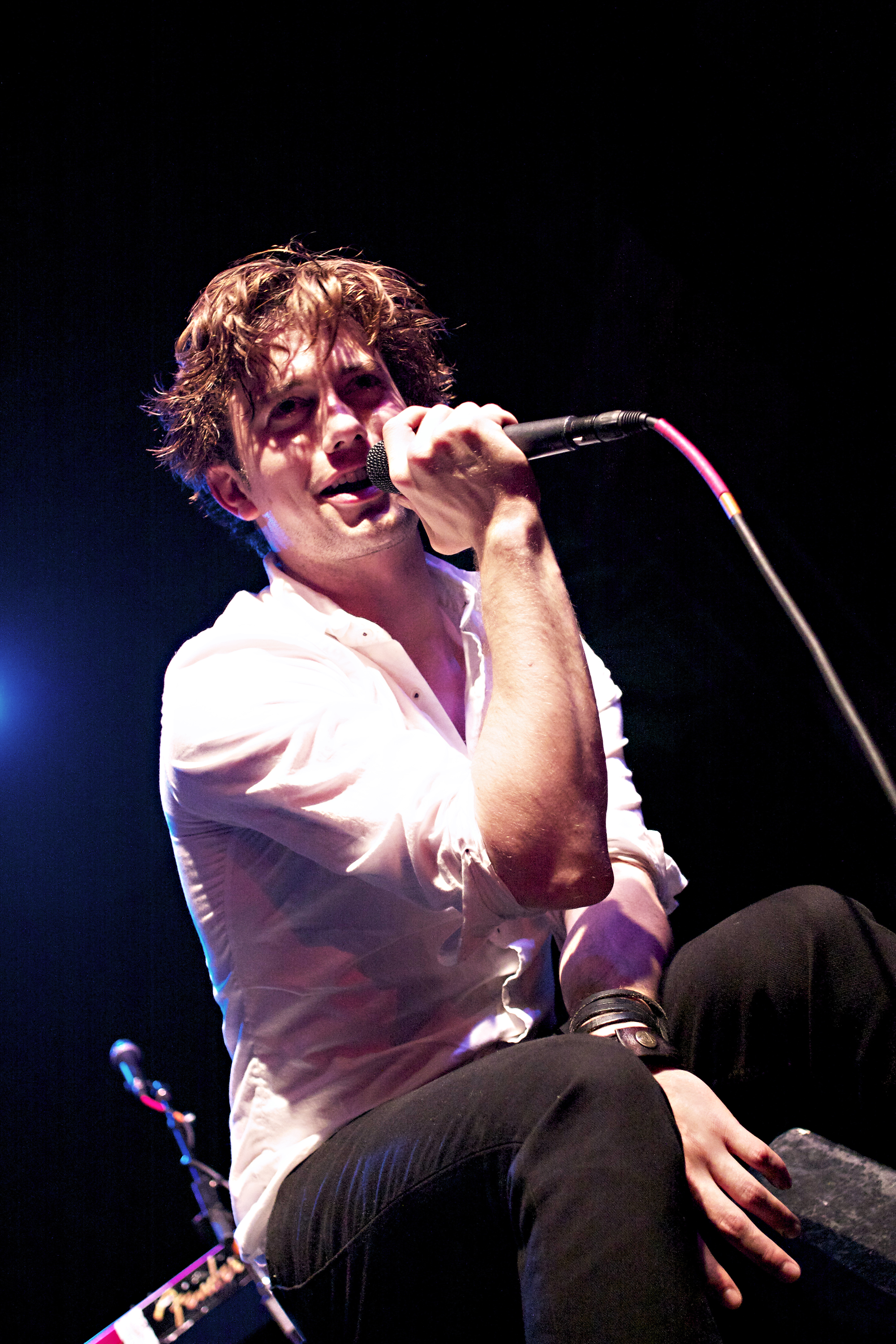
Jackson Rathbone durante uno show ad Indianapolis, 29 giugno 2011

Reduce dal successo di Twilight ottiene il ruolo di protagonista nell'horror Dread e recita nel sequel di Donnie Darko: S. Darko. Reinterpreta Jasper Hale nel secondo capitolo della Saga di Twilight: The Twilight Saga: New Moon.
Il 2009 è un anno importante anche per la sua carriera di musicista, infatti viene pubblicato il primo album in studio della sua band, 100 Monkeys intitolato Grape.
Nel 2010 Rathbone recita in altri due film. Interpreta Sokka ne L'ultimo dominatore dell'aria, rappresentazione cinematografica del cartone animato Avatar - La leggenda di Aang, film diretto da M. Night Shyamalan, regista de Il sesto senso. Per questo ruolo gli viene conferito il Razzie Award 2010 come peggior attore non protagonista. 
Veste ancora i panni di Jasper Hale nel terzo capitolo della Saga di Twilight: The Twilight Saga: Eclipse. 
Sempre nel 2010 è apparso nella serie televisiva No Ordinary Family e ha recitato nel film Girlfriend che è stato presentato al Toronto International Film Festival. Questo film ha suscitato molto interesse in quanto è il primo film americano in cui recita un ragazzo portatore della sindrome di Down, Ben Sneider.

Appare ancora sul grande schermo, nei panni di un vampiro, nelle pellicole The Twilight Saga: Breaking Dawn - Parte 1, uscito nelle sale italiane il 16 novembre 2011 e The Twilight Saga: Breaking Dawn - Parte 2, uscito nel 2012.
All'inizio del 2011, oltre alla preparazione del quarto capitolo della saga di Twilight, è stato impegnato nelle riprese di Cowgirls 'n Angels, ad Oklahoma City e nel drammatico Live at the Foxen Den, le cui riprese si sono svolte a Los Angeles.
 Nel frattempo il 18 ottobre 2011 ha debuttato in rete la prima serie web, visibile su Facebook, che lo vede protagonista intitolata Aim High, interpreta un ragazzo che è un normale studente di giorno e un agente segreto di notte. La serie è stata premiata ai Writers Guild of America per la miglior sceneggiatura.

## Vita privata
Si è sposato nel 2013 con Sheila Hafsadi da cui ha avuto 3 figli: Monroe Jackson Rathbone VI, nato il 5 luglio 2012, Presley Bowie, nata il 31 maggio 2016, e Felix Valleau, nato il 31  dicembre 2019.

## Filmografia

### Attore

#### Cinema
- Pray for Morning, regia di Cartney Wearn (2006)
- River's End, regia di William Katt (2007)
- Big Stan, regia di Rob Schneider (2007)
- Senior Skip Day, regia di Nick Weiss (2008)
- Twilight, regia di Catherine Hardwicke (2008)
- S. Darko, regia di Chris Fisher (2009)
- Dread, regia di Anthony DiBlasi (2009)
- Hurt, regia di Barbara Stepansky (2009)
- DaZe: Vol. Too (sic) - NonSeNse , regia di Jeff Dean (2009)
- The Twilight Saga: New Moon, regia di Chris Weitz (2009)
- Young Again, regia di Melody Rock - cortometraggio (2010)
- L'ultimo dominatore dell'aria (The Last Airbender), regia di M. Night Shyamalan (2010)
- The Twilight Saga: Eclipse, regia di David Slade (2010)
- Girlfriend, regia di Justin Lerner (2010)
- The Twilight Saga: Breaking Dawn - Parte 1, regia di Bill Condon (2011)
- Cowgirls 'n Angels, regia di Timothy Armstrong (2012)
- The Twilight Saga: Breaking Dawn - Parte 2, regia di Bill Condon (2012)
- Live at the Foxes Den, regia di Michael Kristoff (2013)
- City of the Dead Man, regia di Kirk Sullivan (2015)
- Pali Road, regia di Jonathan Lim (2016)
- Tokal, regia di Gia Noortas e Eugine Cheltsoff (2016)
- Justice, regia di Richard Gabai (2017)
- Heart, Baby, regia di Angela Shelton (2017)
- Samson, regia di Bruce Macdonald e Gabriel Sabloff (2018)
- Do Not Reply, regia di Daniel Woltosz e Walter Woltosz (2019)
- Mixtape - Una cassetta per te (Mixtape), regia di Valerie Weiss (2021)

#### Televisione
- Close to Home - serie TV, episodio 1x05 (2005)
- Beautiful People - serie TV, 16 episodi (2005-2006)
- The O.C. - serie TV, episodi 3x12-3x15 (2006)
- The War at Home - serie TV, episodi 2x16-2x17 (2007)
- The Valley of Light, regia di Brent Shields - film TV (2007)
- The Cleaner - serie TV, episodio 1x11 (2008)
- Criminal Minds - serie TV, episodio 4x20 (2009)
- No Ordinary Family - serie TV, episodio 1x06 (2010)
- White Collar - serie TV, episodio 4x14 (2013)
- NTSF:SD:SUV:: - serie TV, episodio 3x06 (2013)
- Finding Carter - serie TV, 12 episodi (2015)
- The Last ship - serie TV, 8 episodi (2017)
- The Guardians of Justice – serie TV (2022)

#### Web
- Aim High - serie web (2011)

### Produttore
- Everyone Can Play Guitar - Documentario (2009)
- Girlfriend, regia di Justin Lerner (2010)

## Discografia

### Album con i 100 MONKEYS
- 2009 - Grape

## Doppiatori italiani
Nelle versioni in italiano delle opere in cui ha recitato, Jackson Rathbone è stato doppiato da:
- Davide Albano in Twilight, The Twilight Saga: New Moon, White Collar, L'ultimo dominatore dell'aria, The Twilight Saga: Eclipse, The Twilight Saga: Breaking Dawn - Parte 1, The Twilight Saga: Breaking Dawn - Parte 2, Mixtape - Una cassetta per te
- Davide Perino in Beautiful People, Criminal Minds
- Daniele Natali in The O.C.
- Paolo De Santis in S. Darko
- Simone Crisari in The Last Ship
- Andrea Colombo Giardinelli in The Guardians of Justice